# Minden-Ravensberg

Situación en Alemania.

Minden-Ravensberg era una unidad administrativa prusiana consistente del Principado de Minden y el Condado de Ravensberg entre 1719-1807. La capital era Minden. En 1807 la región pasó a formar parte del Reino de Westfalia, un estada satélite de la Francia Napoleónica. El territorio fue restaurado en favor de Prusia después de las Guerras Napoleónicas y pasó a formar parte de la Región de Minden dentro de la nueva Provincia de Westfalia prusiana en 1815.

## Geografía

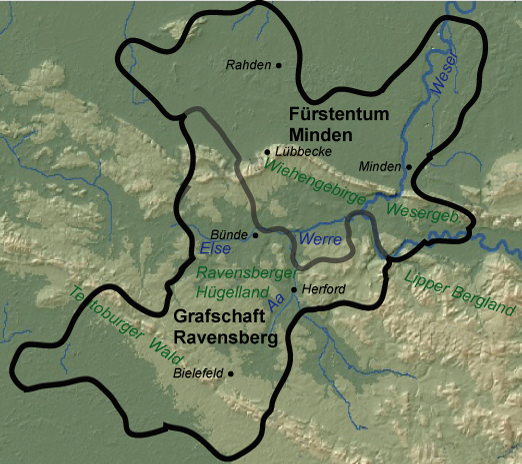
Geografía.

La provincia consistía de lo que hoy es la región de Ravensberg, entre el bosque de Teutoburgo y las colinas de Wiehen, y el Territorio de Minden, al norte del Wiehengebirge hasta las tierras bajas del norte de Alemania. Minden-Ravensberg estaba limitado al este por el Weser, mientras que otros ríos importantes era el Westpaliano Aa y el Else.
Minden era la capital regional en ese tiempo, mientras que otras ciudades como Bielefeld y Herford siendo de inferior importancia. Minden-Ravensberg tenía una población de 160.301 en 1800 y una superficie de 2113 km² en 1806.

## Actualidad
El territorio de Minden-Ravensberg se halla hoy en el noreste de Renania del Norte-Westfalia y parte de Ostwestfalen-Lippe. Grosso modo, comprendía los actuales distritos de Minden-Lübbecke, Herford, el norte de Gütersloh, y Bielefeld, como mayor ciudad y centro económico. Debido a su pertenencia a Brandeburgo-Prusia durante siglos, Minden-Ravensberg es vista en la actualidad como una región cultural diferente a sus vecinos por su luteranismo y especial desarrollo económico.